# Етигар
Етигар (фр. Estigarde) насеље је и општина у југозападној Француској у региону Аквитанија, у департману Ланд која припада префектури Мон де Марсан.
По подацима из 2011. године у општини је живело 84 становника, а густина насељености је износила 2,83 становника/km². Општина се простире на површини од 29,65 km². Налази се на средњој надморској висини од 144 метара (максималној 151 m, а минималној 113 m).

## Демографија
| 1962. | 1968. | 1975. | 1982. | 1990. | 1999. | 2011. |
| ----- | ----- | ----- | ----- | ----- | ----- | ----- |
| 86    | 98    | 97    | 93    | 93    | 74    | 84    |

График промене броја становника у току последњих година